# Glanon
 Glanon  là một xã ở tỉnh Côte-d’Or trong vùng Bourgogne, phía đông nước Pháp. Xã Glanon nằm ở khu vực có độ cao trung bình 190 mét trên mực nước biển.